# Aeroportul Jack Edwards
Aeroportul Jack Edwards (IATA: GUF, ICAO: KJKA, FAA LID: JKA) este un aeroport din Alabama, Statele Unite ale Americii ce deservește zona Gulf Shores⁠(d). Aeroportul a fost tranzitat în 2019 de 136 de pasageri.
Situat la o altitudine de 5 m, aeroportul dispune de 2 piste.

## Infrastructură

### Piste
Aeroportul dispune de 2 piste. Pista 09/27 are suprafața de asfalt și dimensiunile 6.962 picioare × 100 picioare. Pista 17/35 are suprafața de asfalt și dimensiunile 3.596 picioare × 75 picioare. 